# Henri Guibert
Henri Joseph Marie Guibert (* 18. Januar 1883 in Meigné-le-Vicomte; † 4. November 1967 in Noyant) war ein französischer Autorennfahrer.

## Karriere
Bereits 1922 startete Guibert beim zweiten Grand Prix de Boulogne auf dem Rundkurs von Boulogne-sur-Mer auf einem Noel Ruby, wobei er jedoch nach 6 Runden ausfiel.
Henri Guibert war zweimal beim 24-Stunden-Rennen von Le Mans am Start, beide Male als Werksfahrer der Société des Construction Automobile Parisienne. 1927 reichte die gefahrene Rundenzahl für eine Klassierung nicht aus und 1928 beendete ein Motorschaden am S.C.A.P. Type O das Rennen vorzeitig.

## Statistik

### Le-Mans-Ergebnisse
| Jahr | Team                                           | Fahrzeug        | Teamkollege    | Platzierung     | Ausfallgrund |
| ---- | ---------------------------------------------- | --------------- | -------------- | --------------- | ------------ |
| 1927 | Société des Construction Automobile Parisienne | S.C.A.P Type O  | Albert Clément | nicht klassiert |              |
| 1928 | Société des Construction Automobile Parisienne | S.C.A.P. Type O | André Lefèbvre | Ausfall         | Motorschaden |